# マルコム・ロス

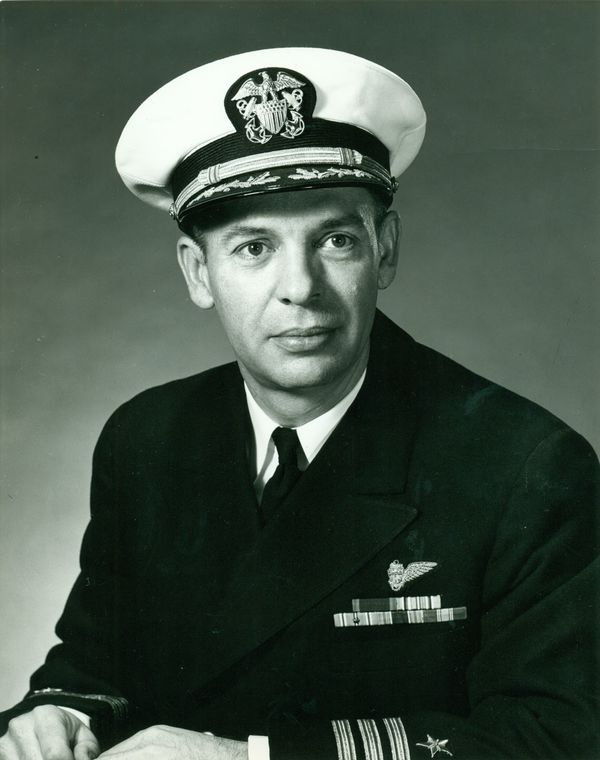
マルコム・D・ロス

マルコム・D・ロス（Malcolm D. Ross、 1919年10月15日 - 1985年10月8日）はアメリカ合衆国、海軍予備隊（United States Naval Reserve：USNR）の士官で、高空での大気の研究のための気球飛行を行い、1961年5月4日、アメリカ海軍のビクター・A・プレーサーと34,670 mの気球による高度記録を樹立した。

## 経歴
イリノイ州の Momenceに生まれた。インディアナ州のウェストラファイエットで育った。パデュー大学で土木工学のための奨学金を得たが、大学では物理学の学士位を得て、アンダーソンやシカゴやインディアナポリスで放送の仕事についた。
1943年1月、海軍予備隊に召集された。海軍はロスをシカゴ大学で9カ月間気象学を学ばせ、パールハーバーの艦隊気象センター（Fleet Weather Center）に配属し、後に東京や硫黄島を攻撃する航空母艦サラトガに気象士官として配属した。
第二次世界大戦終了後民間に戻ったが、朝鮮戦争が始まると海軍予備隊に戻り、1951年、ミネアポリスの海軍研究所（Office of Naval Research:ONR）に配属された。ONRは無人気球の開発、プロジェクト・スカイフックを行っており、1953年にロスはワシントンのONRの研究所の気球プロジェクトの主任となり、気球による高空での宇宙線の観測、気象データの収集を指揮した。ガラパゴス島などで、宇宙線の観測、気象データの収集を行うプロジェクト・チャーチィー（Project Churchy）の技術主任を務め、1954年にはミネアポリス上空で気球から日食の写真を撮影した。
1954年に高空の大気の研究のために有人気球のプロジェクト、プロジェクト・ストラト・ラボを始め、自らも気球パイロットのライセンスを取り、成層圏の観測のために、研究者などと100時間以上の気球搭乗を行った。

## 飛行記録
ロスの飛行記録には以下のものがある。
- 1956年8月10日：到達高度 12,000 m
  - アメリカ海軍のモートン・L・ルイスと飛行
- 1956年11月8日：到達高度 23,000 m
  - アメリカ海軍のモートン・L・ルイスと飛行、1935年にオービル・A・アンダーソンと アルバート・ウィリアム・スティーブンスの樹立した気球による高度記録を更新した。この飛行でロスとモートン・L・ルイスはハーモン・トロフィーを受賞した。
- 1957年10月18日：到達高度26,100 m
- 1958年5月6日-7日：到達高度12,000 m
  - アメリカ海軍天文台のアルフレッド・H・マイクセル（Alfred H. Mikesell）と飛行、開放式のゴンドラからマイクセルは望遠鏡による観測を行った。
- 1958年7月26日-27日：到達高度25,000 m
  - モートン・L・ルイスと飛行、気球からのテレビ放送を行った。
- 1959年8月10日：到達高度11,500 m
  - ロバート・クーパー（Robert Cooper）と飛行、開放式のゴンドラからクーパーはコロナグラフで太陽コロナの観測を行った。
- 1959年11月28日：到達高度27,000 m
  - チャールズ・ムーア（Charles B. Moore）と飛行、金星の分光学的観測を行った。
- 1961年5月4日：到達高度34,670 m
  - アメリカ海軍のビクター・A・プレーサーと飛行、耐圧服（宇宙服）の試験のために行われた。飛行後の回収時にプレーサーは海中に転落し、宇宙服に海水が入って溺死した[1]。ロスとプレーサーはハーモン・トロフィーを受賞した。